# القلعة الحفصية
القلعة الحفصية هي قلعة أثرية تقع بمدينة عنابة شمال شرق الجزائر، وتعد من بين الآثار المصنفة والمحمية بالجزائر.